# Berkner (cratère)
Pour les articles homonymes, voir Berkner.
Berkner est un cratère d'impact sur la face cachée de la Lune. Il est attaché à l'est-sud-est du cratère Parenago (en). Au sud se trouve le cratère Robertson (en), et au sud-est le cratère Helberg (en). L'anneau externe de ce cratère a été érodé et usé, particulièrement sur sa moitié nord-ouest. La partie de l'anneau la plus intacte, est la partie sud-est, le reste de l'anneau a été la cible de petits impacts.

## Cratères satellites

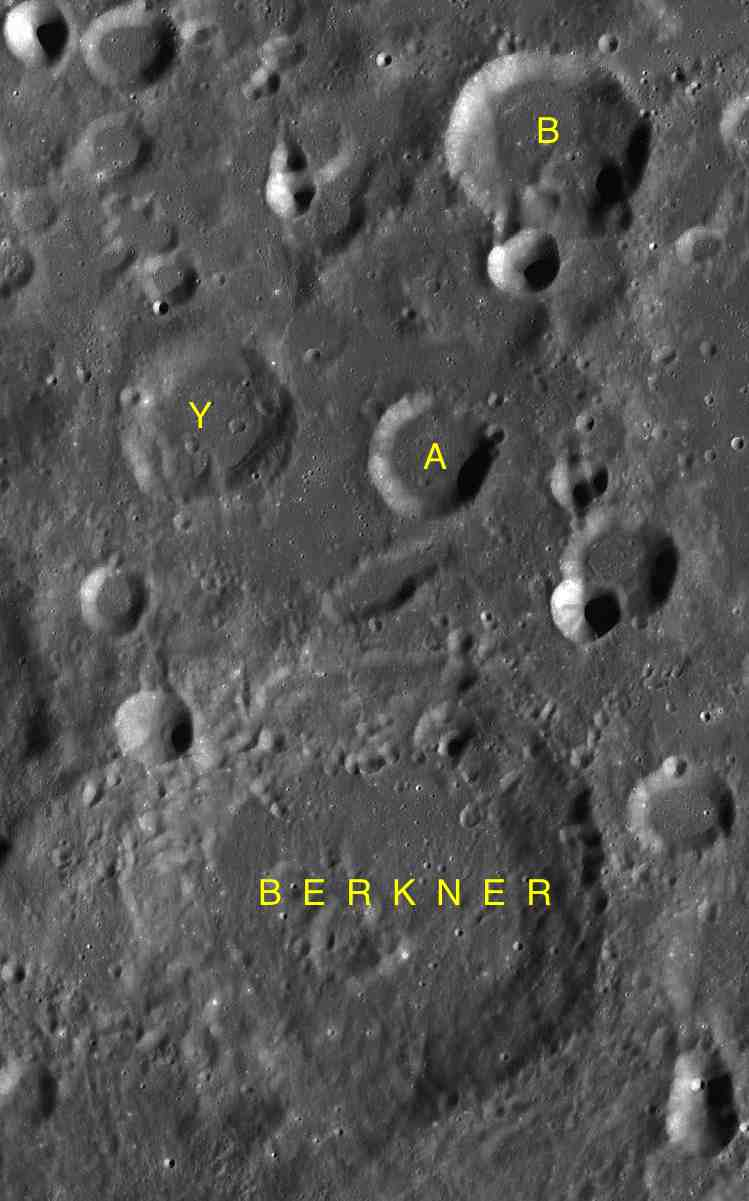
Carte des cratères satellites de Berkner.

Les cratères dits satellites sont de petits cratères situés à proximité du cratère principal, ils sont nommés du même nom mais accompagné d'une lettre majuscule complémentaire (même si la formation de ces cratères est indépendante de la formation du cratère principal). Par convention ces caractéristiques sont indiquées sur les cartes lunaires en plaçant la lettre sur le point le plus proche du cratère principal. Liste des cratères satellites de Berkner : 
| Berkner | Latitude | Longitude | Diamètre |
| ------- | -------- | --------- | -------- |
| A       | 27.6° S  | 104.8° E  | 22 km    |
| B       | 29.3° S  | 104.1° E  | 33 km    |
| C       | 27.8° S  | 101.2° E  | 31 km    |